# Isabel V. Hull
Isabel Virginia Hull (née en 1949) est professeur d'histoire et ancienne directrice de la faculté d'Histoire (en) à l'université Cornell. Elle est spécialiste de l'histoire allemande de 1700 à 1945, s'occupant en particulier de la sociopolitique, la théorie politique, et la question du genre (sexualité). Depuis janvier 2006, elle siège au comité de rédaction du Journal of Modern History.
Elle a obtenu son B.A. à l'université du Michigan en 1970 et son doctorat à l'université Yale en 1978. Elle donne des cours sur le fascisme européen, la Première Guerre mondiale, l'histoire allemande de 1648 à nos jours, et le droit international. La position pour laquelle elle est le mieux connue, et qui se trouve dans ses deux livres les plus récents, est que l'Allemagne avant et pendant la Seconde Guerre mondiale était parmi les grandes puissances absolument indifférente au droit international, et que (elle contredit sur ce point beaucoup d'autres historiens) sa responsabilité dans le déclenchement de la guerre a été beaucoup plus grande que celle des puissances alliées.
Michael Geyer (de) de l'université de Chicago a déclaré que « Isabel V. Hull compte parmi les historiens allemands les plus accomplis et est certainement la meilleure de sa génération. » Elle est lauréate du prix Ralph Waldo Emerson (en) et du prix Leo Gershoy (en), elle est membre de l’Académie américaine des arts et des sciences et a été Guggenheim Fellow et Alexander von Humboldt-Stiftung Research Fellow. En 2013, elle a reçu l'International Research Support Prize décerné par la fondation Max-Weber et le Collège historique (de).